# Resident Evil: Retribution
Resident Evil: Retribution is een Sciencefiction-horrorfilm uit 2012 onder regie van Paul W.S. Anderson. Het is het vijfde deel in de Resident Evil-filmserie, gebaseerd op de gelijknamige computerspellen. Het vervolg op Retribution genaamd The Final Chapter kwam in 2016. Dit is tevens de laatste film in de reeks.

## Verhaal
Het dodelijke T-Virus van de Umbrella Corporatie blijft de aarde teisteren en transformeert de wereldbevolking in vleesetende zombies. De laatste hoop voor het menselijk ras is Alice. Zonder veilige plek blijft Alice jagen op de verantwoordelijke van de uitbraak, wat haar in Tokio, New York, Raccoon City, Moskou en uiteindelijk Washington D.C. brengt. Samen met een groep geallieerde en vertrouwde vrienden moet ze zich een weg uit de vijandelijke wereld zien te vechten.

## Rolverdeling
- Milla Jovovich - Alice
- Sienna Guillory - Jill Valentine
- Michelle Rodriguez - Rain Ocampo
- Aryana Engineer - Becky
- Johann Urb - Leon S. Kennedy
- Kevin Durand - Barry Burton
- Li Bingbing - Ada Wong
- Oded Fehr - Carlos Olivera
- Boris Kodjoe - Luther West
- Colin Salmon - James "One" Shade
- Shawn Roberts - Albert Wesker
- Mika Nakashima - J-Pop Girl (patiënt zero)
- Megan Charpentier en Ave Merson-O'Brian (stem) - Red Queen